# シェリフ (あろひろしの漫画)
『シェリフ』はあろひろしによる日本の漫画作品。

## 概要
『月刊少年ジャンプ』1989年2月号から同年12月号まで連載、単行本は集英社ジャンプコミックスより全2巻。
本作自体は短命に終わったが、後に『月刊少年キャプテン』にて4年後の世界を舞台にしたスピンオフ作品『ハンター・キャッツ』が執筆されており、本作の登場人物のうち数名が引き続き出演している。

## 世界観
近未来。財政緊縮と地方自治強化を狙いとした行政改革の一環として、警察組織が一気に解体された。国家警察として残された機関は全国警察組織を束ねる行政機関の警察庁のみ。警視庁や地方警察本部をはじめとする現業機関は全て半民営化される。特に地方警察の警官たちは保安官（シェリフ）と改称。都道府県・市町村などの各地方自治体や町内会・地区などの地区民生組織に雇われる存在となる。大半は元からあった警察組織がそのまま引き継がれたが、警備会社への委託や、進之介の様に自治組織代表者（市町村長）に個人的に雇われた者もおり、甚だしき場合は地元の暴力団組織が保安官業務を行う土地もある。
警察の半民営化により治安は荒れ、犯罪者には賞金が課せられるようにもなった。それを狙いとした専業の賞金稼ぎ（ハンター）も新商売として出てくるようになる。前述の各警備会社に代表される「安全産業」も、保安官代行会社（民間警察）や賞金稼ぎ取り纏め会社として活躍するようになった。
『シェリフ』は、そんな時代において一つの小さな地区・矢間下（やました）町を舞台に、安全産業を生業とする者達を描いた作品である。

## 登場人物
本作終盤に登場する『四龍』の関係者は、同項目を参照のこと。
鶍進之介（いすか しんのすけ）
矢間下町の町長に雇われている保安官。無精ひげを生やした怠け者の男性で、とにかく仕事をサボってはパチンコ屋に入り浸ったりしている。それでもクビにならないのは超薄給の上、保安官業務以外の仕事でもコキ使われているため。しかしいざという時の腕の冴えは抜群。特に戦闘能力・サバイバル能力に関しては超一流。保安官養成学校（シェリフ・アカデミー）中退の経歴を持つ。手癖が悪く、手近にある使えそうなものはしばしば懐に入れてしまう。町長の娘である沙霧に惚れ込んでいる。
射撃の腕前自体は確かなのだが、銃を持つとじんましんが発生してしまう「ガン（銃）アレルギー」体質。それ故に保安官の法規上標準装備である拳銃を所持することができない。だが、パチンコ玉や鉄ゲタなどの道具と、自らの身体能力を駆使してそれをカバーしている。
『ハンター・キャッツ』には、回想シーンでシルエットのみ登場する。またスター・システムとして、『4Spiritsプラス2』第3巻掲載の短編『CALLING』（ラポートより刊行した「あろひろし作品集『封印』」にも収録）にも無頼な学者「シン・イスカ」として出演している。
生（いく）
町長の孫で、進之介の職場である保安官事務所に出入りしている小さな女の子。活発で好奇心旺盛。行き倒れた進之介を最初に見つけペット感覚で助けた。進之介が保安官になってからは暇があればつきまとい、生意気な態度で接している。進之介からは「ナマ」と呼ばれている。
町長（ちょうちょう / ボス）
進之介の雇い主で矢間下町の町長。町内にて「岩澤不動産」を経営している。一見、ケチでわがままで頑固なオヤジだが、その実は誰よりも自らの住む町と家族を愛している。ゴルフが趣味だが、その腕前は下手の横好き程度。
ナヌシ
矢間下町内をうろつく野良猫。町内の魚屋「魚八」から魚を盗む常習犯で、進之介に捕まって以来、保安官事務所奥の留置所に住み着くようになった。命名者は進之介。生と仲がいい。ただの猫だが、時々意外な形で事件解決に貢献する。
沙霧（さぎり）
生の母親。町長の娘で、未亡人。進之介に好意を抱いており、何かと身の回りの世話を焼いている。世話好きは徹底しており、保安官事務所の掃除から弁当の差し入れ、更には氷室の銃の手入れにまで及ぶ。
氷室幽也（ひむろ ゆうや）
流れの賞金稼ぎ。無類の武装マニアで「人を撃ちたくて賞金稼ぎになった」と公言してはばからない危険な男。愛用の銃はクーナン357マグナムオート。作中では間抜けな面を見せることが多いが、本来は賞金稼ぎの間で名の通った優秀な男であり、本人は「どんな腕利きでもダンナ（進之介）といると調子が狂う」と言い訳している。登場当初は「犯人の生死を問わず（DEAD or ALIVE）」な対象のみを狙い、発見すれば躊躇なく射殺していたが、進之介と知り合って以降は生け捕り対象も捕まえるようになった。『ハンター・キャッツ』にも引き続き登場する。
沙河真理杏（さが まりあん）
県警捜査2課の女性保安官。町長に個人的に雇われている進之介と違い、正式に地方公共団体（旧警察）に所属している保安官。柔道、空手、合気道などの達人で、どの武術も3段を下らない実力の持ち主。聡明で優秀でしかも美人だが、とにかく気が強く、激昂すると周囲が見えなくなる。
保安官養成学校時代における進之介の同期で首席卒業者。しかし在学中に「生存帰還（サバイバル）能力訓練」科目でおちこぼれ留年生の進之介にトップの座を奪われた挙句に中退され、結果的に勝ち逃げされた事を根に持っており、機会があれば進之介に勝負を持ちかけようとする。
水輝達人（みずき たつと）
県警捜査一課の課長。課は違うが、独特の捜査チームによる指令系統を持っており、真理杏の実質的な上司である。ぐうたらでだらしがない進之介のことを快く思っておらず、彼が手柄を立てる度に対抗意識を燃やす。県警一の切れ者として保安官達からも一目置かれているが、エリートであるが故の落とし穴にハマることもある。
早房輝（はやぶさ ひかる）
最終章「享悪の宴」にて登場。名人と呼ばれた巾着きり（スリ）であった祖父に育てられ、そのスリ技の全てを受け継いだ少女。祖父は物語の時間軸の少し前に亡くなったが、その技術に目を付けた犯罪組織「四龍（スーロン）」に狙われることになる。
後の『ハンター・キャッツ』主人公の1人である。
ミスパーフェクト
最終章「享悪の宴」にて登場。かつて保安官養成学校のすべての教科をトップの成績で卒業した、伝説の女性保安官。真理杏が目標と仰ぐ人物で、水輝にとっては養成学校での同期であると同時に、殉職した親友の妻でもある。44マグナム銃（作中ではデザートイーグル）を愛用し、高速で飛行する小さな標的を正確に撃ち落とすほどの腕前を持つ。
すでに引退した身でありながら、フルフェイスヘルメットとレーシングスーツに身を包んだ姿で現れ、「四龍」に狙われた進之介たちを度々救う。最終話でその本名と素顔が明かされた。

## サブタイトル
第1話　シェリフのいる街の巻
第2話　爆裂の死角の巻
第3話　凶奸の虜の巻
第4話　丸腰の追跡者（チェイサー）の巻
第5話　親しき仲には休暇なしの巻
第6話　少女と猫の捜査線の巻
眠傀　第7話　警備は踊るの巻
眠傀　第8話　女王の涙は凍らないの巻
享悪の宴　第9話　四龍（スーロン）の巻
享悪の宴　第10話　凶眼の女の巻
享悪の宴　最終話　シェリフの巻

## 単行本
- ジャンプ・コミックス（集英社） 全2巻
  1. 　1989年10月15日(ISBN 4-08-871441-5)
  2. 　1990年4月15日(ISBN 4-08-871442-3)
- Kindle他、電子書籍版も販売されている。